# Kärrbroklöpare
Kärrbroklöpare (Badister unipustulatus) är en skalbaggsart som beskrevs av Franco Andrea Bonelli 1813. Kärrbroklöpare ingår i släktet Badister, och familjen jordlöpare. Arten är reproducerande i Sverige.

## Bildgalleri

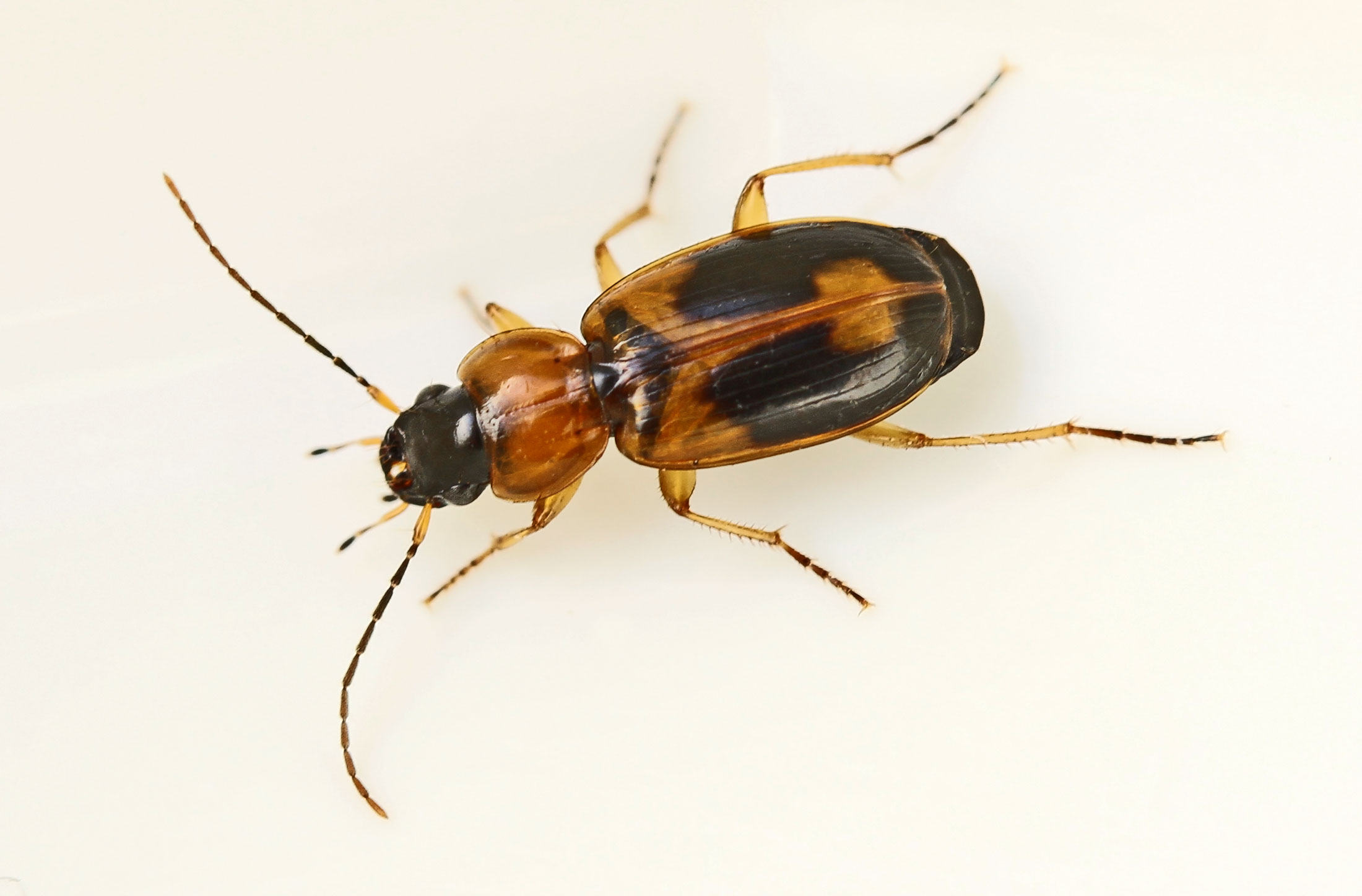
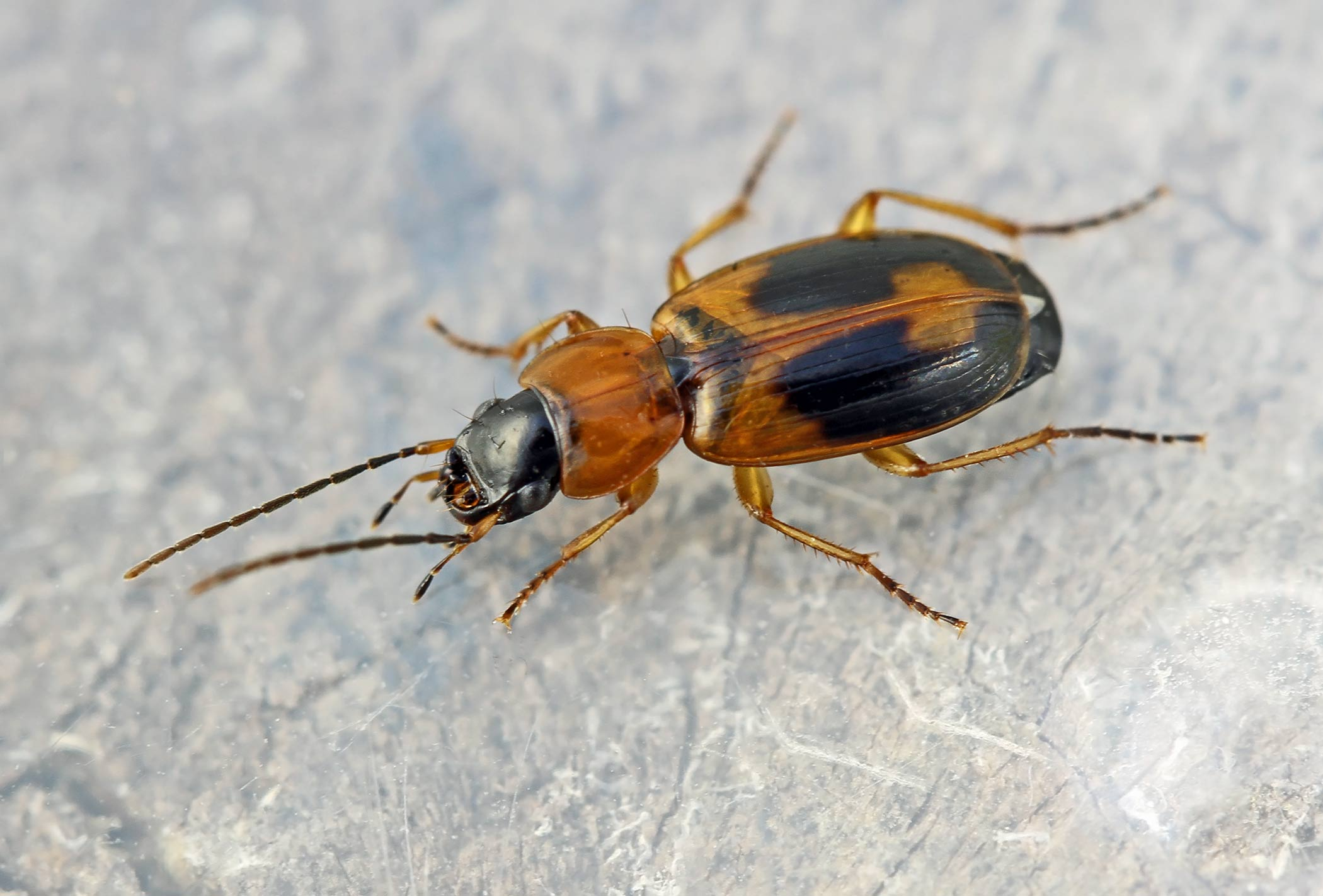
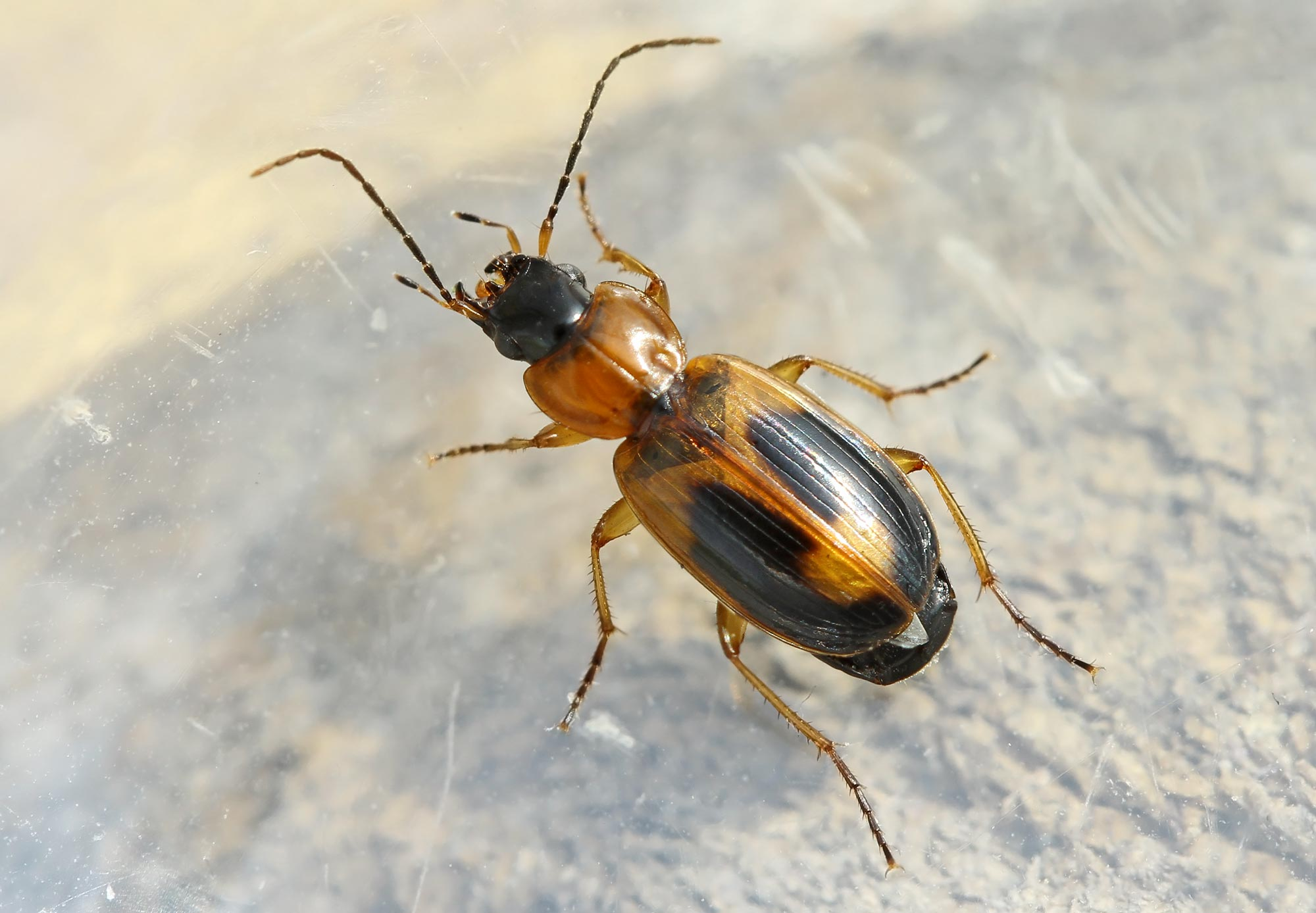
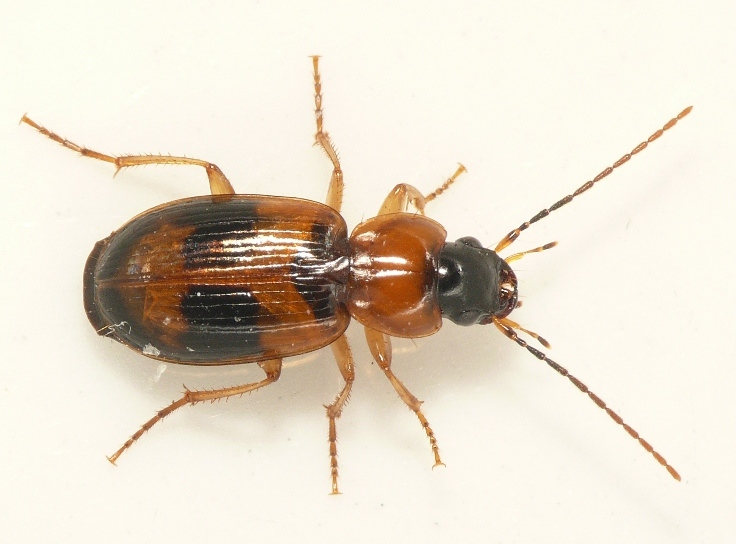